# Kaja Kallasová
Kaja Kallasová (nepřechýleně Kallas, * 18. června 1977 Tallinn) je estonská politička, od prosince 2024 vysoká představitelka Unie pro zahraniční věci a bezpečnostní politiku a místopředsedkyně druhé komise von der Leyenové. V letech 2021–2024 byla premiérkou Estonska jako první žena v tomto úřadu. Na funkci rezignovala před angažmá v institucích Evropské unie.
Mezi roky 2011–2014 a 2019–2021 působila jako poslankyně estonského parlamentu Riigikogu. V období 2014–2018 zasedala v Evropském parlamentu za Alianci liberálů a demokratů pro Evropu (ALDE). V letech 2018–2024 byla předsedkyní Estonské reformní strany. Před zvolením do parlamentu působila jako advokátka se specializací na evropské právo hospodářské soutěže.

## Životopis
Kallasová se narodila 18. června 1977 v Tallinnu. Jejím otcem je Siim Kallas, který v roce 1994 Estonskou reformní stranu založil. V 90. letech byl ministrem zahraničí Estonska, mezi lety 2002 a 2003 rovněž premiérem. V období 2010 až 2014 byl členem Evropské komise.
Během druhé světové války, poté co Sovětský svaz v roce 1940 napadl a okupoval Estonsko, byla její matka Kristi jako šestiměsíční nemluvně deportována stalinským režimem s matkou a babičkou v dobytčím vagonu na Sibiř, kde žila až do svých deseti let. Pradědečkem Kallasové z otcovy strany byl Eduard Alver (1886–1939), jeden z politiků, kteří stáli v čele vzniku nezávislé Estonské republiky v roce 1918, a také první šéf estonské policie v letech 1918 až 1919. Kromě estonského původu má Kallasová také vzdálené lotyšské a baltsko-německé předky. Sama Kaja Kallasová se však už narodila do v nomenklaturní struktuře sovětského Estonska vysoce postavené rodiny. Její otec se stal členem komunistické strany záhy po ukončení vysokoškolských studií ekonomie (od r. 1972) a v oblasti finančnictví vystoupal přes pozice na ministerstvu financí Estonské SSR až do funkce ředitele republikové Sberbank. Byl i politicky aktivní, zastával mj. místo zástupce šéfredaktora hlavního estonského stranického deníku Rahva Hääl (Hlas lidu) a v roce 1989 byl zvolen poslancem Nejvyššího sovětu SSSR.
V roce 1999 absolvovala bakalářské studium práv na Tartuské univerzitě. Během studia evropského práva krátce žila ve Francii a ve Finsku. Od roku 2007 navštěvovala Estonskou obchodní školu, kde v roce 2010 získala titul Executive Master of Business Administration (EMBA) v oboru ekonomie.

### Profesní kariéra
V roce 1999 se stala členkou Estonské advokátní komory a v roce 2002 advokátkou. Stala se partnerkou v advokátní kanceláři Luiga Mody Hääl Borenius a Tark & Co a pracovala jako kouč na estonské obchodní škole. Je rovněž členkou Evropské antimonopolní aliance. V roce 2011 jí byl udělen status neaktivní členky Estonské advokátní komory.

## Politická kariéra

### Poslankyně estonského parlamentu (2011–2014)
V politice se začala angažovat roku 2010, kdy vstoupila do Estonské reformní strany. V letech 2011 až 2014 byla poslankyní estonského parlamentu a předsedala výboru pro hospodářské záležitosti.

### Poslankyně Evropského parlamentu (2014–2018)
Mezi lety 2014 a 2018 byla Kallasová poslankyní Evropského parlamentu ve frakci ALDE. Během svého působení v Parlamentu se zabývala strategií jednotného digitálního trhu, energetickou a spotřebitelskou politikou a vztahy s Ukrajinou. Působila ve výboru pro průmysl, výzkum a energetiku a ve výboru pro vnitřní trh a ochranu spotřebitele. Byla místopředsedkyní výboru pro parlamentní spolupráci EU a Ukrajiny a také zástupkyní v parlamentním shromáždění Euronest a členkou výboru pro vztahy se Spojenými státy. Kromě práce ve výborech byla také místopředsedkyní pracovní skupiny pro mládež a členkou pracovní skupiny Evropského parlamentu (EP) pro digitální agendu. Obhajovala zejména práva malých a středních podniků a tvrdila, že hranice v digitálním světě brání vzniku inovativních společností. Je zastánkyní inovací a často zdůrazňuje, že regulace nemohou a nesmí bránit technologické revoluci. Během svého působení v Parlamentu byla také nominována na Evropskou mladou vůdčí osobnost (EYL40). Na konci funkčního období ji časopis Politico označil za jednu ze 40 nejvlivnějších europoslankyň a jednu z nejvlivnějších žen v Bruselu, kterou oceňovali pro porozumění technologickým otázkám.
V listopadu 2018 vydala své paměti MEP: 4 aastat Euroopa Parlamendis (Poslankyně Evropského parlamentu: čtyři roky v Evropském parlamentu), v nichž popisuje svůj život a práci v Bruselu v letech 2014–2018.

### Návrat do národní politiky (2017–2020)
Dne 13. prosince 2017 oznámil předseda Reformní strany Hanno Pevkur, že již nebude kandidovat na post předsedy, a navrhl, aby místo něj kandidovala Kallasová, která kandidaturu přijala.  Ve volbách do vedení strany, které se konaly 14. dubna 2018 zvítězila, a stala se tak první ženou v Estonsku v čele velké politické strany.
V estonských parlamentních volbách konaných 3. března 2019 získala Reformní strana vedená Kallasovou 29 % hlasů. Vládnoucí Estonská strana středu sice získala jen 23 %, ale podařilo se jí sestavit druhý kabinet Jüriho Ratase s konzervativní stranou Isamaa a krajně pravicovou EKRE, takže Reformní strana zůstala v opozici. 14. listopadu 2020 byla Kallasová na sjezdu Reformní strany znovu zvolena její předsedkyní.

### Předsedkyně vlády (2021–2024)
Dne 25. ledna 2021 rezignoval Jüri Ratas kvůli korupčnímu skandálu na funkci premiéra a Kallasová se stala po sestavení koaliční vlády se Stranou středu první premiérkou v historii Estonska.

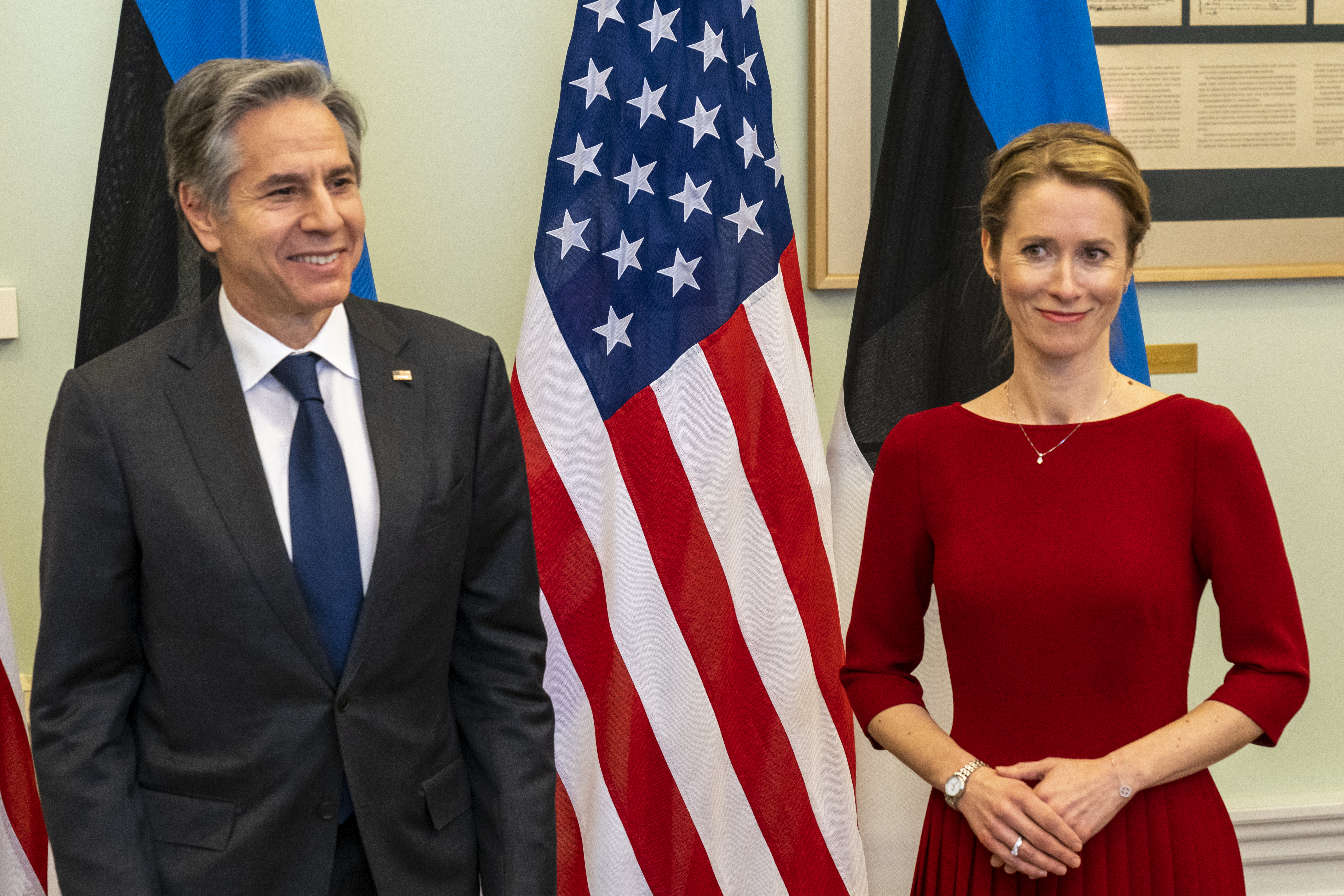
S americkým ministrem zahraničí Antonym Blinkenem v Tallinnu, 2022

V druhé polovině roku 2021 narušila estonskou ekonomiku celosvětová energetická krize, podniky byly nuceny dočasně ukončit činnost a veřejnost žádala vládní pomoc na zaplacení vysokých cen elektřiny a tepla. Kallasová nejprve vládní pomoc odmítala s tím, že vláda by měla hledat dlouhodobá řešení, a ne rozdávat státní dávky, a neměla by zasahovat do volného trhu. V lednu 2022 nakonec oznámila plán na snížení nákladů na energie ve výši 245 milionů eur retrospektivně na období od září 2021 do března 2022. Energetická krize málem způsobila pád koaliční vlády a negativně ovlivnila popularitu premiérky.
Během rusko-ukrajinské krize v letech 2021–2022 prohlásila, že plynovod Nord Stream 2 je „geopolitický, nikoliv ekonomický projekt“, a vyzvala k jeho ukončení. Rovněž uvedla, že závislost Evropy na ruském zemním plynu představuje významný politický problém. Poté, co Rusko uznalo Doněckou a Luhanskou lidovou republiku, požadovala, aby Evropská unie zavedla vůči Rusku sankce. V Estonsku byla za své kritické postoje vůči Rusku velmi oceňována, její popularita prudce vzrostla a stala se nejoblíbenější estonskou političkou.

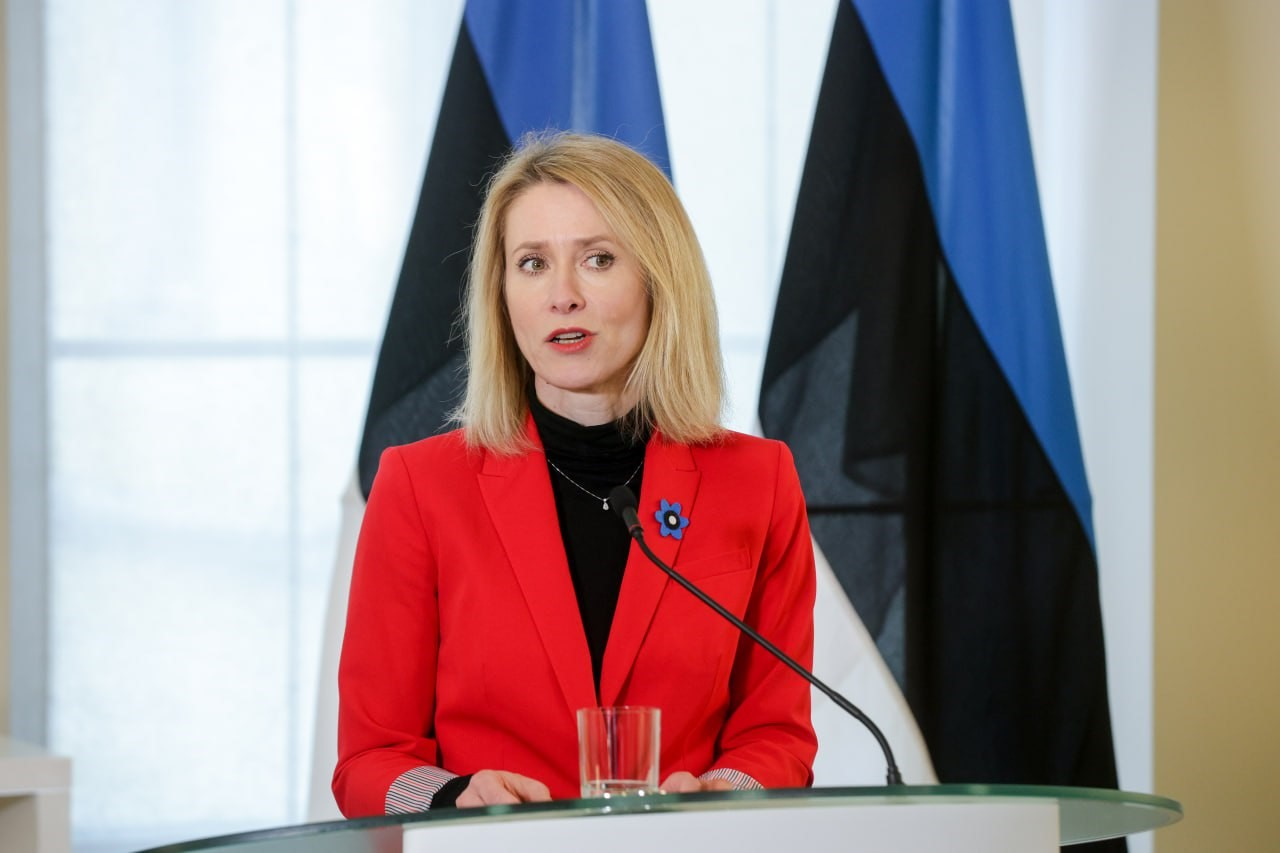
Na tiskové konferenci při návštěvě ukrajinského premiéra Šmyhala v Estonsku, 2024

Po zahájení ruské invaze na Ukrajinu v únoru 2022 označila ruského prezidenta Putina za válečného zločince a její vláda rychle poskytla napadené Ukrajině rozmanitou pomoc, včetně dodávek zbraní, jako jsou protitankové střely Javelin americké výroby nebo houfnice. V Estonsku i na mezinárodní scéně na sebe upoutala pozornost jako vůdčí osobnost v úsilí o podporu Ukrajiny, když v poměru k HDP na obyvatele dodala Ukrajině nejvíce vojenského vybavení ze všech zemí na světě. Časopis New Statesman ji označil za „novou železnou lady Evropy“. Také důrazně podpořila přijetí Ukrajiny do Evropské unie s tím, že je to morální povinnost.
Dne 18. července 2022 složil přísahu druhý kabinet Kallasové, který tvořila trojkoalice Reformní strany, Sociálnědemokratické strany a Isamaa. Její předchozí vláda ztratila parlamentní většinu poté, co koalici opustila Strana středu. V září 2022 přijalo Estonsko spolu s Litvou, Lotyšskem a Polskem regionální opatření k omezení vstupu osob z Ruska do evropské bezvízové zóny. Podle Kallasové představoval rostoucí příliv ruských občanů vážnou bezpečnostní hrozbu nejen pro čtyři státy sousedící s Ruskem, ale pro celý společný schengenský prostor. V této souvislosti uvedla: „Cestování do Evropské unie je výsadou, nikoliv lidským právem. Je nepřijatelné, aby občané agresorského státu mohli volně cestovat po EU, zatímco ve stejné době jsou lidé na Ukrajině mučeni a vražděni.“ Ve stejnou dobu, kdy na Rusko uvalila Evropa a zbytek světa sankce, její manžel pokračoval v obchodování s Ruskem.

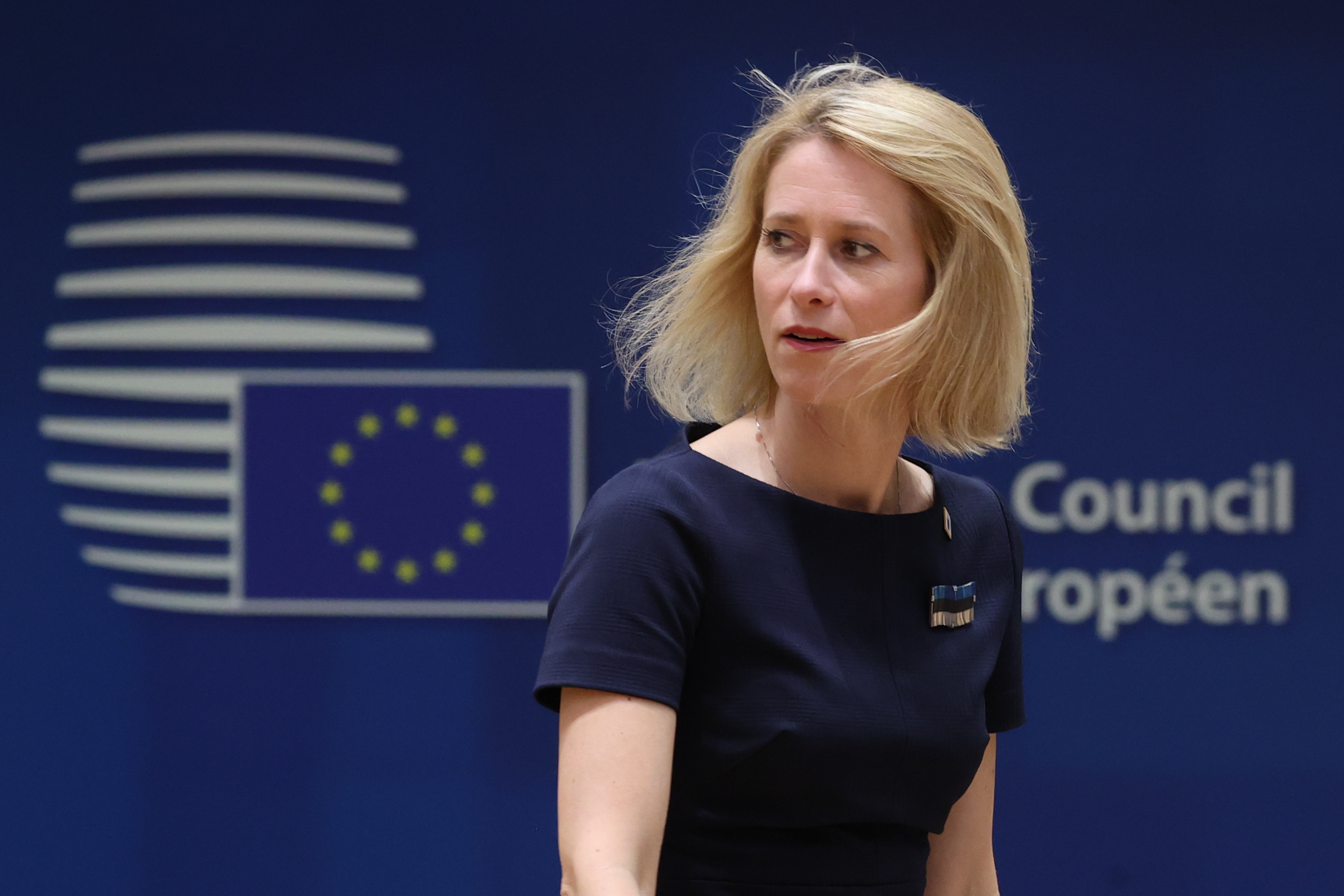
Na poslední bruselské Evropské radě v úřadu premiérky, červen 2024

Vyšlo také najevo, že Kaya Kallasová poskytla svému manželovi půjčku ve výši 350 000 eur. Sama Kallasová tvrdila, že neví, kde Arvi Khalik tyto prostředky použil. 
Estonský prezident Alar Karis vyzval Kaju Kallasovou, aby odstoupila kvůli obchodnímu skandálu svého manžela . 
Rusko na ni a další pobaltské činitele vydalo v únoru 2024 zatykač. Důvodem měly být jejich „nepřátelské kroky vůči historické paměti“ i Rusku jako takovému. Kallasová však jako ostrá kritička ruského režimu i nadále podporovala Ukrajinu.
V červenci 2024 rezignovala na premiérský úřad před jmenováním vysokou představitelkou Unie pro zahraniční věci a bezpečnostní politiku a místopředsedkyní druhé komise von der Leyenové, v níž v prosinci 2024 nahradila Josepa Borella. Hnutí ANO její jmenování nepodpořilo.

## Soukromý život
V letech 2003–2006 byla provdána za Roometa Leigera. Poté žila s bývalým estonským politikem a podnikatelem Taavim Veskimägim, který působil jako ministr financí. Mají spolu syna, ale v roce 2014 se rozešli. V roce 2018 se znovu provdala za bankéře a investora Arvo Hallika, který má z předchozího vztahu dvě děti.
Kromě rodné estonštiny hovoří plynně anglicky, rusky a francouzsky.